# Pleopeltis sordidula
Pleopeltis sordidula är en stensöteväxtart som först beskrevs av William Ralph Maxon och Charles Alfred Weatherby och som fick sitt nu gällande namn av John T. Mickel och Joseph M. Beitel.
Pleopeltis sordidula ingår i släktet Pleopeltis och familjen Polypodiaceae. Inga underarter finns listade i Catalogue of Life.